# 第三代廣域照相機
第三代廣域照相機（Wide Field Camera 3，WFC3）是在2009年5月STS-125的太空梭任務中更換哈伯太空望遠鏡第二代廣域和行星照相機的儀器。
這架儀器被設計成多功能的照相機，能夠在大視野和很寬廣的波長範圍內獲取天文學目標的影像，是哈伯的第四代軸向儀器。這架儀器有兩個獨立的光路：在光學通道上有一對2048 X 4096的CCD，可以記錄波長200至900奈米的影像；一個近紅外線偵測器陣列，涵蓋的波長從900至1,700奈米。兩個通道都有不同波長的寬頻和窄頻濾鏡，並且可以配合稜鏡和grisms使用，在廣視野和極低解析光譜的領域上能非常有效的測量。光學通道包括的可見光譜（380至780奈米）有很高的效率，而且還能延伸至近紫外區（下降至200奈米）。
兩個檢測器的焦平面都依據這台照相機具體的設計，光學通道的視野是164 X 164（2.7 X 2.7角分），每個像素為0.04角秒。這樣的視野與第二代廣域和行星照相機相同，但比先進巡天照相機略小一些。近紅外線通道的視野是 135 X 126角秒（2.3 X 2.1角分），每個像素為0.13角秒，比設計上要取代掉的近紅外線照相機和多目標分光儀的視野大了許多。近紅外通道是為後繼的詹姆斯韋伯太空望遠鏡開創的新設計。
WFC3 在1998年就開始設計，不同於所有其他為哈伯設計的科學儀器都要經過NASA舉辦的一個廣泛和高度競爭的評審之後才被選中，WFC3是由戈达德太空飞行中心一組經驗老到的工程師和科學家領導設計和製造的。這架照相機是使用由太空中拆回來的廣域和行星照相機的硬體架構和濾鏡組修建的。他原本的設計只有光學的通道，近紅外線通道是新增加的。WFC3企圖讓哈伯太空望遠鏡即使到了終結的時刻依然是強而有效率的天文觀測工具。

## 外部連結
- the WFC3 Web site at the Space Telescope Science Institute （页面存档备份，存于）, which includes a description of the instrument and a link which compares the fields of view for various Hubble cameras.
- Hubble Space Telescope Team （页面存档备份，存于）
- Hubble instrument comparisons